# Jin Nong

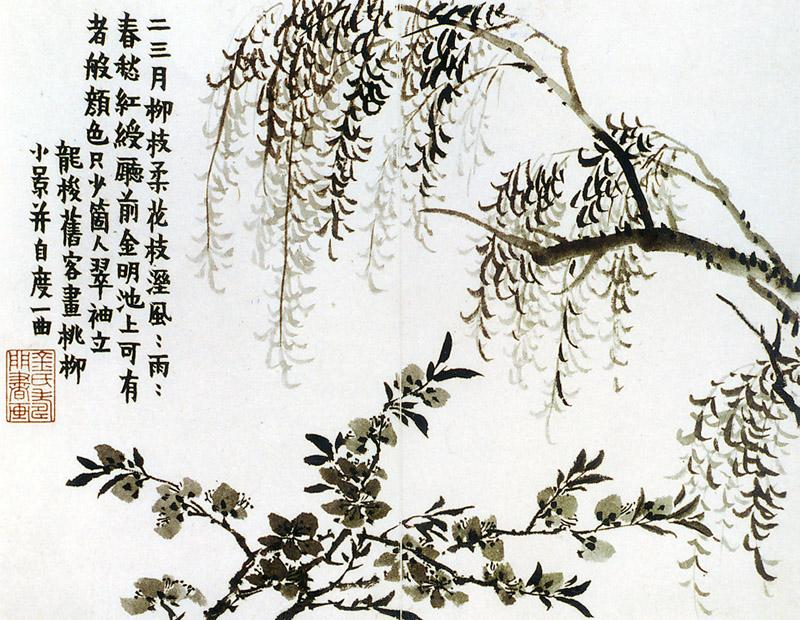
Saule et prunier en fleurs. Jin Nong: peinture et calligraphie. Encre sur papier, H. 24.9 x L. 31.7 cm. Tianjin Municipal Art Museum

Jin Nong ou Chin Nung ou Kin Nong, surnom: Shoumen, noms de pinceau: Dongxin, Guquan, Laoding, Sinong, Jiling, Waishi, Sijing, etc, né en 1687 à Renhe province de Zhejiang et mort en 1764, est un peintre chinois de figures, animaux, paysages et fleurs, mais aussi calligraphe célèbre de la dynastie Qing au XVIIIe siècle.

## Les Huit Excentriques deYangzhou
Selon le Registre des Bateaux Fleuris de Yangzhou (Yangzhou huafang lu, 1795), un livre qui recense les peintres célèbres de cette ville, plus de cent peintres de renom y exercent leur activité aux périodes Kangxi, Yongzheng et Qianlong. Parmi eux figurent les Huit Excentriques. Ils impriment de nouvelles idées et techniques à la peinture d'oiseaux-et-fleurs, de bambous et de rochers, qui favorisent la pleine expression de l'individualité de l'artiste, et exerce une influence profonde sur les peintres des générations suivantes. Chacun de ces artistes met l'accent sur l'expression et la perfection de la personnalité individuelle, refusant de suivre les règles établies de quelque peintre ou école que ce soit.
Certains excentriques du XVIIIe siècle ressemblent à des dompteurs s'attaquant à des fauves domestiqués. Ce groupe d'Excentriques se compose de trois artistes véritablement grands, Jin Nong, Hua Yan et Luo Ping, et de cinq autres peintres de moindre importance. A un moment de leur vie, ils vivent à Yangzhou où ils se retrouvent dans les salons de négociants. Jin Nong est le plus éminent de ces peintres de Yangzhou au milieu du XVIIIe siècle. Loin de faire preuve de dons artistiques précoces, il ne commence à peindre que vers l'âge de cinquante ans.

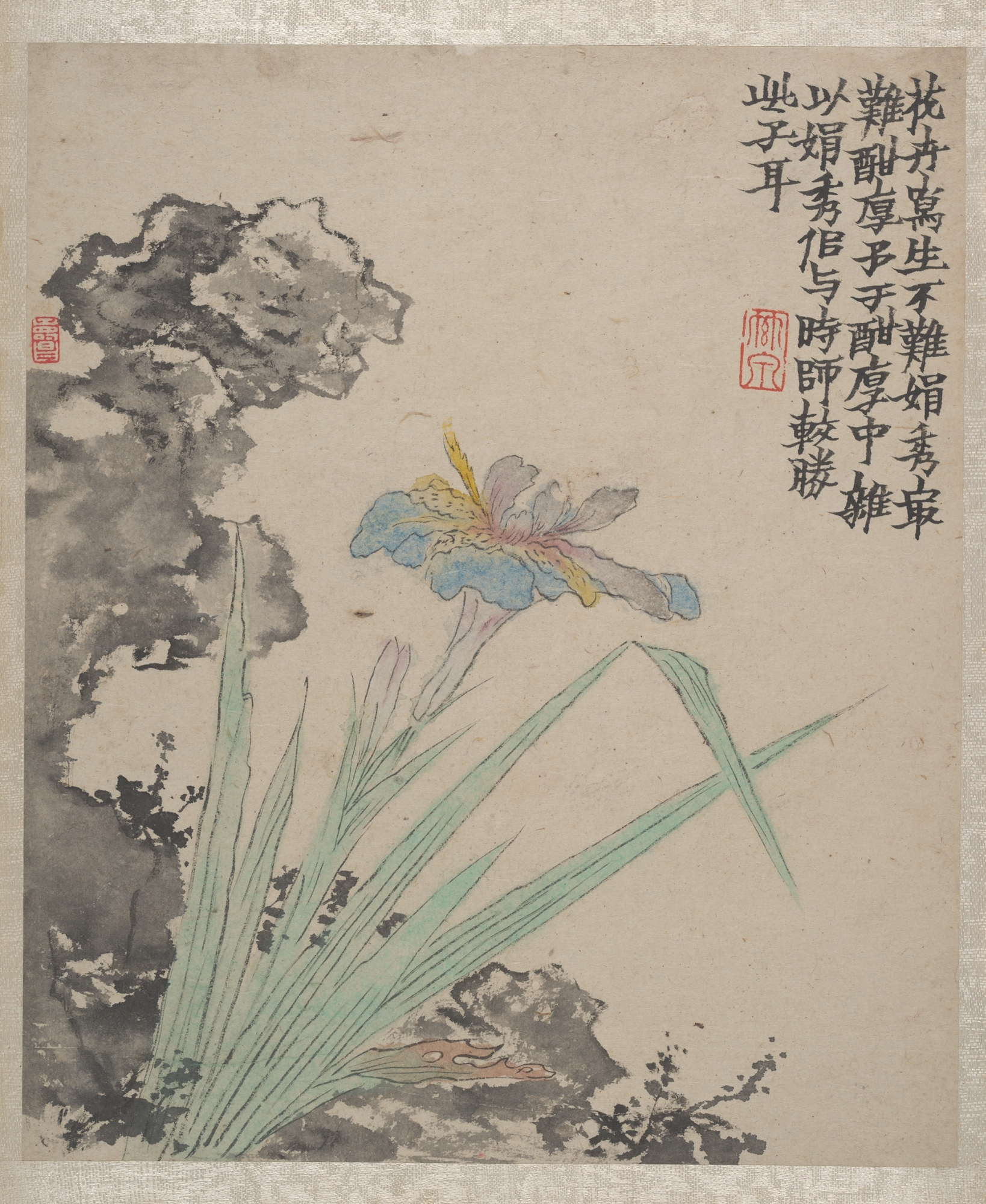
Jin Nong, 1754. Feuille d'un album de 12 feuilles. 28.6 x 23.8 cm. Metropolitan Museum of Art

## Biographie
Jin Nong n'est pas natif de Yangzhou. Né au bord du fleuve Qiantang, dans la province du Zhejiang, c'est un homme de grande érudition, qui étudie la poésie et les essais dans sa jeunesse puis se tourne vers l'étude du Bouddhisme. À l'âge de trente-cinq ans, il s'installe à Yangzhou pour rejoindre certains de ses amis lettrés. Puis il part vers le nord et séjourne trois ou quatre ans dans le Shanxi avant de faire de nombreux voyages dans le Hubei, où il étudie les inscriptions  des bronzes et des stèles.
En 1736, première année de la période Qianlong, il se rend à Beijing après qu'un fonctionnaire lui recommande de se présenter à un examen extraordinaire de l'Académie Hanlin, réservé à des hommes reconnus pour leur érudition hors du commun. Bien qu'il refuse de passer l'examen, il se lie d'amitié avec de nombreux hommes de lettres de la capitale puis rentre à Yangzhou à la fin de cette année-là. Au cours des années suivantes, il voyage souvent entre Hangzhou et Yangzhou. Il meurt dans un temple bouddhique de Yangzhou.

### Son parcours artistique
Devenu peintre vers l'âge de cinquante ans, Jin Nong incarne l'amateurisme distingué des «Huit Excentriques de Yangzhou» (Yangzhou baguai). Avec Hua Yan et Luo Ping (1733-1799), Jin est l'un des trois grands peintres de ce groupe, si ce n'est le plus éminent. Après quelques années de voyage, il s'installe à Yangzhou en 1748, ville de négociants enrichis dans le commerce du sel et autres denrées, qui se font volontiers protecteurs des arts et des lettres et entretiennent nombre de lettrés, poètes et peintres. Il y règne donc un climat culturel très particulier qui donne aux artistes toute liberté de créer.
Sou Tong-p'o (1036-1101) a autrefois écrit qu'en littérature, «ce n'est pas l'achevé qu'il est difficile d'atteindre, mais le maladroit». L'école des lettrés a transcrit ce paradoxe dans la peinture; un écrivain de la fin des Ming va même jusqu'à mettre en garde contre la recherche de l'habileté. On retrouve chez Jin Nong ce mélange subtil de gaucherie volontaire et de maladresse authentique qui trahit l'amateur, mais qu'il surveille avec soin puisque pour un lettré le moindre raffinement technique est suspect et la mal-habileté originelle, une fois perdue ne se retrouve jamais. Bien qu'il se réclame des grands maîtres Song (960-1279), il est difficile de discerner leur influence dans leurs peintures de bambous, de fleurs de pruniers, de chevaux ou de figures bouddhiques de Jin Nong.
Mais il n'en est pas moins fier pour cela de ses peintures; ses contemporains l'y aident de leur propre admiration. La feuille que nous tirons de l'album de M.H.C. Weng, où Jin dessine un poème dans cette calligraphie carrée qui lui est si particulière, reprend le vieux thème du plaisir de l'homme à la nature. Un pied posé sur un tabouret, s'appuyant contre une balustrade, un jeune homme, d'une allée couverte, ne trahit rien du caractère du personnage; il est détendu, et c'est tout. De même, la composition ne tire pas son imprévu d'un parti pris expressionniste de distorsion, mais bien plus, semble-t-il, d'un mépris pur et simple pour ses règles habituelles.
Comme il le fait toujours, Jin aplatit ses formes et les dispose sur la surface picturale suivant un système de proportions très particulier qui n'appartient qu'à lui. Son trait authentiquement original, c'est le dessin du personnage et ce sont les lignes hésitantes des constructions qui l'illustrent le mieux. Avant de voir dans ce tremblement un signe de vieillesse, il suffit de regarder l'inscription; elle est parfaitement ferme. Dans toute l'œuvre, et surtout dans le décor aussi coloré qu'abondant—le saule et les autres arbres; la rive couverte d'une herbe épaisse; la mare elle-même -- Jin paraît aussi décontracté que son sujet, gratuit comme lui; rien d'autre ne semble l'intéresser que l'atmosphère chaude d'un jour d'été. La peinture ne transmet que ce simple message, mais elle y met tant d'assurance et de tranquillité qu'on le reçoit comme s'il avait une signification profonde.

### Style et tradition
Sa technique picturale, qui vient de sa calligraphie peu orthodoxe et assez archaïque, est d'un aspect sauvage, et son dessin est lourd d'une insolence certaine à l'égard de la tradition. Sa liberté de composition est grande: il aplatit ses formes et les dispose suivant un système de proportions qui lui est propre, de même que les lignes hésitantes des constructions et le décor aussi coloré qu'abondant. Jin paraît très décontracté à l'égard de son sujet, ne cherchant qu'à transmettre un simple message (l'atmosphère chaude d'un jour d'été par exemple). Il le fait avec infiniment d'assurance et de tranquillité.

### Son autoportrait
Jin Nong excelle à peindre les fleurs de prunier dans le style classique, mais il est aussi spécialisé dans d'autres genres, comme la peinture de personnages. Dans son Autoportrait, nous voyons un vieux monsieur chauve avec une barbe et une petite natte, qui a l'air d'un gamin espiègle. Vêtu d'une longue robe, il flâne, une grande canne de bambou dans la main droite. Le portrait est dessiné avec des lignes simples et l'artiste n'accorde aucune attention aux proportions des diverses parties du corps. Bien que l'œuvre donne l'impression d'une esquisse impromptue, elle possède des qualités inhabituelles. Sur le côté droit, une inscription calligraphiée avec soin, donne la liste de presque une douzaine d'artistes qui ont peint des portraits de célébrités, d'eunuques ou d'amis. L'inscription dit aussi pourquoi Jin réalise cet Autoportrait:.
[J']utilise la technique du contour au trait à l'encre monochrome pour peindre ce Portrait du vieux bonhomme des Trois Dynasties dans sa soixante-treizième année. Pour les motifs du vêtement et du visage, j'emploie la méthode du trait unique, en me modelant sur le style de Lu Tanwei. Le tableau achevé, je l'ai fait parvenir à mon vieil ami Ding Chun (Ding Jing, un calligraphe et graveur de sceaux de renom), qui ne m'a plus vu depuis cinq ans. Un jour prochain, à mon retour à Jiangshang, je me promènerai avec lui. Nous chanterons et éteindrons le décor avec élévation et il pourra vérifier que mon visage décati ne s'est toujours pas détourné de l'esprit des montagnes et des bocages. En la vingt-quatrième année de la période Qianlong (1759),...Jin Nong rédige cette note.  dans la salle de repos de la Neuvième Fête des Roseaux, au dortoir des moines de Guangling (Yangzhou).

## Musées
- Beijing (Mus. du Palais Impérial):

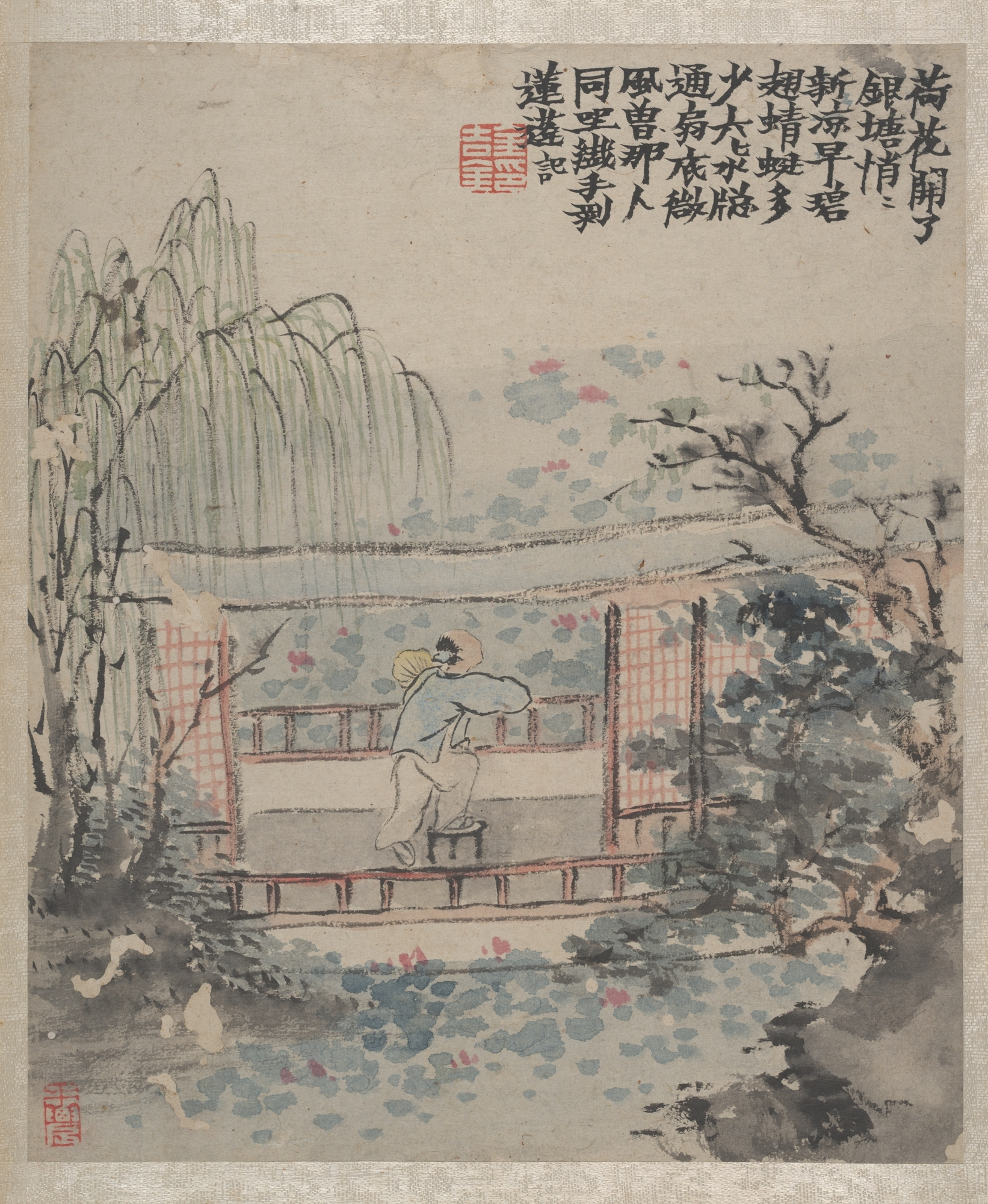
Jin Nong. Jeune homme regardant une mare aux lotus. Feuille d'un album de 12 feuilles, 1754. Metropolitan Museum of Art

  - Autoportrait, rouleau mural, encre sur papier, 1759. (131,4x59cm).
- Honolulu: (Acad. of Art):
  - Album de personnages et de paysages, daté 1759, 10 ou 12 feuilles, encre sur papier, poème de l'artiste sur chaque feuille.
- Kyōto (Yûrintaikan):
  - Jeune moine assis sous les arbres.
- Liaoning (Province Mus.):
  - Narcisses, album de plantes en fleurs, couleurs sur papier.
- Paris (Mus. Guimet):
  - Fleurs de pruniers, daté 1733, encre sur papier, signé de deux surnoms: Jiujiang et Jin Jiling.
- Pékin (Mus. du Palais):
  - Sommet d'un prunier en fleur, 1756, d'après Wang Mian peint à l'âge de soixante-dix ans.
  - Fleur de prunier, quatre feuilles d'album.
- Scarsdale (New York):
  - Jeune homme regardant une mare aux lotus, feuille d'album, encre sur papier (28x24cmm).Collection H.C. Weng.
- Tianjin (Musée d'art municipal):
  - Bambou, calligraphie, encre sur papier, 24,9x31,7cm, daté 1754.
  - Fleur, peinture, encre sur papier, 24,9x31,7cm, daté 1754.
  - Saule, peinture, encre sur papier, 24,9x31,7cm, daté 1754.

(...)